# Jacques François
Henri Jacques Daniel Paul François, född 16 maj 1920 i Paris, död 25 november 2003 i samma stad, var en fransk skådespelare.

## Roller i urval
- 1949 – Vi dansar igen!
- 1951 – Da capo
- 1955 – Kärleksmanöver
- 1973 – Fan ta' bofinken
- 1973 – Schakalen
- 1975 – De måste dömas
- 1976 – Le Jouet
- 1977 – Fruktans lön
- 1978 – Blyg man gör så gott han kan
- 1978 – Den stora fabriken
- 1979 – Supergendarmen
- 1982 – Le père Noël est une ordure
- 1982 – Never Play Clever Again
- 1983 – Papy fait de la résistance
- 1986 – La vie dissolue de Gérard Floque
- 1998 – Visitörerna 2